# Wojciech Migacz (fotograf)

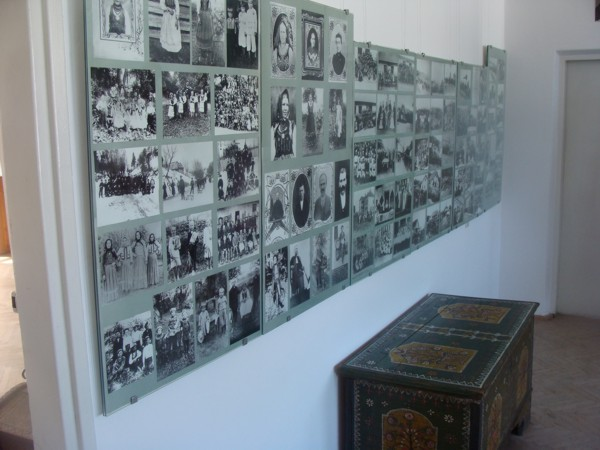
Muzeum Lachów Sądeckich – wystawa zdjęć Wojciecha Migacza

Wojciech Migacz (ur. 7 września 1874 w Gostwicy, zm. 24 grudnia 1944) – fotograf wiejski, rzemieślnik, działacz społeczny.

## Twórczość
W latach 1890–1895 uczęszczał do Cesarsko-Królewskiej Zawodowej Szkoły Przemysłu Drzewnego w Zakopanem. Odbył służbę wojskową w 20. Galicyjskim Pułku Piechoty. Był rolnikiem, rzemieślnikiem, społecznikiem i fotografem, który wykonywał zdjęcia własnoręcznie zrobionym aparatem mieszkowym. Jego fotografie dokumentują kulturę sądeckiej wsi. Uwieczniają zwyczaje doroczne, ważne wydarzenia życia społecznego (wesela, pogrzeby, uroczystości). 
Fotografie jego autorstwa znajdują się w zbiorach Muzeum Ziemi Sądeckiej (787 fotografii i 1429 negatywów) oraz w Państwowym Muzeum Etnograficznym w Warszawie (372 negatywy szklane oraz 57 fotografii).
W 1985 roku, w Państwowym Muzeum Etnograficznym w Warszawie prezentowano jego fotografie na wystawie „Fotograf wiejski i jego świat. Wojciech Migacz 1874–1944”.

## Upamiętnienie
- W 2012 roku nakładem Muzeum Okręgowego w Nowym Sączu ukazał się album Sądecczyzna sto lat temu w fotografii Wojciecha Migacza[6]
- W 2016 roku stowarzyszenie na rzecz Badań i Dokumentacji Kultury A Posteriori w Nowym Sączu w koprodukcji z Teatrem im. Juliusza Słowackiego w Krakowie nakręciło film dokumentalny o Wojciechu Migaczu Światłoczuły[3].
- W 2019 roku  z inicjatywy Stowarzyszenia Lachów Podegrodzkich powstał pomnik- nagrobek Wojciecha Migacza. Projekt przygotowała Pracownia Konserwatorska ARSTEC Józef Stec, a kamień ufundowała firma Pawlimex Paweł Wojak[7]. Pomnik został odsłonięty 26 listopada 2019 na cmentarzu komunalnym w Podegrodziu[8].